# Луман 16
Луман 16 (англ. Luhman 16), або WISE J104915.57-531906.1 (скорочено — WISE 1049-5319) — подвійна зоря в сузір'ї Вітрил. Розташована за 6,588 ± 0,062 св. року (2 парсеки) від Сонця. Це найближчі з відомих коричневих карликів, найближча система, виявлена з часу вимірювання власного руху зорі Барнарда в 1916 році, і третя за відстанню від Сонця зоряна система (після потрійної системи Альфа Центавра й окремої зорі Барнарда).
Більша із зір належить до спектрального класу L7,5, менша — до T0,5 ± 1 (і, отже, перебуває на межі класів L і T). Маси Лумана 16 A і B становлять 33,5 і 28,6 мас Юпітера відповідно, а їхній вік оцінюється в 600—800 мільйонів років. Луман 16 A і B обертаються одна навколо одної на відстані близько 3,5 астрономічної одиниці з орбітальним періодом приблизно 27 років.

## Відкриття
Систему із двох коричневих карликів WISE 1049-5319 відкрив у березні 2013 року Кевін Луман (Kevin Luhman), астрономом з Університету штату Пенсильванія і дослідник Центру екзопланет і придатних для життя світів Пенсильванського університету. Він відшукав її на зображеннях, зроблених ширококутним інфрачервоним 40-см телескопом WISE (Wide-field Infrared Survey Explorer), який працює в інфрачервоному діапазоні. Місія телескопа тривала з грудня 2009 по лютий 2011 року; знімки, на яких було зроблено відкриття, були зроблені з січня 2010 року по січень 2011 року, а про відкриття було оголошено у 2013 році (ця пара зір — єдині два об'єкти, про які було оголошено в документі про відкриття). Систему було знайдено шляхом порівняння зображень WISE в різні епохи для виявлення об'єктів, які мають великий власний рух.
Система Луман 16 розташована на небі близько до галактичної площини, яка густо заселена зорями. Велика кількість джерел світла ускладнює виявлення об'єктів малої світності. Саме тому об'єкт, розташований так близько до Сонця, не вдавалося виявити під час попередніх пошуків.

### Відкриття другого компонента

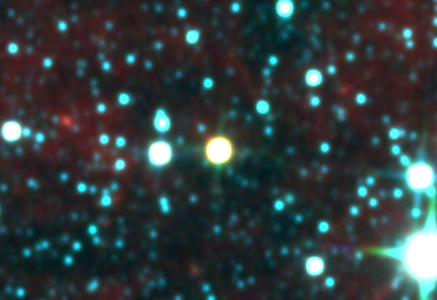
Луман 16 — жовтий диск у центрі цього зображення WISE.

Другий компонент системи також був відкритий Луманом у 2013 році, і про нього було оголошено в тій самій статті. Знімок, на якому було здійснено відкриття, було зроблено в i-діапазоні в ніч на 23 лютого 2013 року за допомогою Багатооб'єктного спектрографа Gemini (GMOS) на південному телескопі Обсерваторії Джеміні в Чилі. Компоненти системи Луман 16 у той момент розділяла кутова відстань 1,5 кутових секунд, що відповідає прогнозованій відстані 3 а. о. Різниця зоряних величин становила 0,45.

### Спостереження до відкриття
Система вперше була знайдена на зображеннях, зроблених WISE у 2010—2011 роках. Згодом її зображення було знайдено в даних інших джерел, отриманих раніше:
- Цифровий огляд неба (DSS, 1978 та 1992)[15]
- Інфрачервона орбітальна обсерваторія (IRAS, 1983)[16]
- Телескоп Шмідта Європейської південної обсерваторії (1984)[16]
- Каталог опорних зір (GSC, 1995)[16]
- Глибока зйомка південного неба в ближньому інфрачервоному діапазоні (DENIS, 1999)[15]
- Огляд усього неба на довжині хвилі два мікрометри (2MASS, 1999)[15]
- Дані, отримані супутником AKARI Агентства аерокосмічних досліджень Японії (2007)[16].

Цю пару коричневих карликів виявлено на архівних знімках 1978 року.
На зображенні телескопа Шмідта ESO, знятому в 1984 році, джерело виглядає витягнутим із позиційним кутом 138°. Подібність цього кута до кута на зображенні GMOS (епоха 2013 року) на рис. дає змогу припустити, що проміжок часу між 1984 і 2013 роками близький до орбітального періоду системи (що недалеко від початкової оцінки орбітального періоду згідно з Luhman (2013)).

## Назва

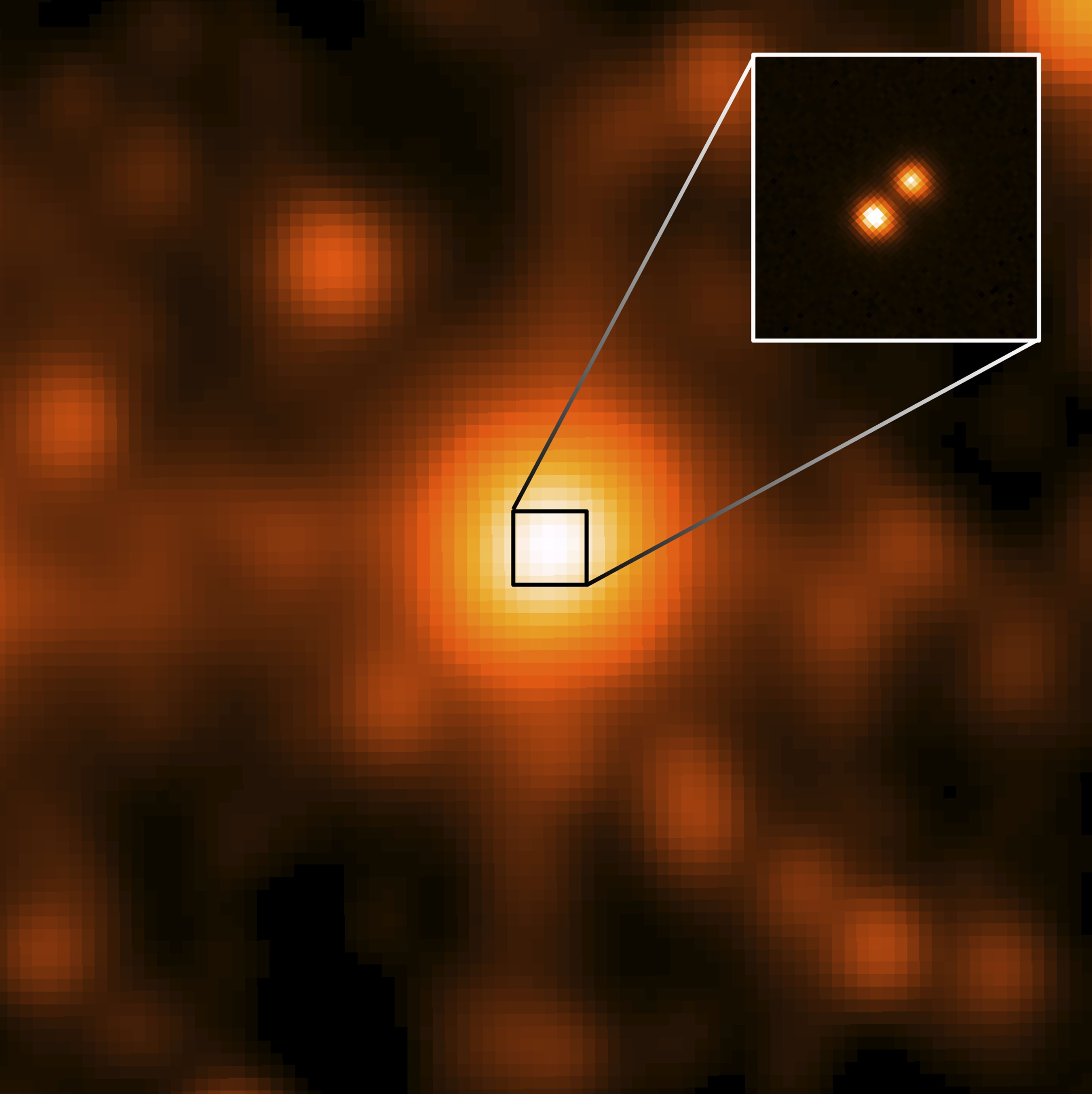
Зображення системи Луман 16, отримане WISE, на якому вдалося виділити дві окремі зорі

Ерік Е. Мамаєк (Eric E. Mamajek) запропонував називати систему Луман 16 (Luhman 16), як бінарний об'єкт — Луман 16AB, а компоненти — Луман 16A і Луман 16B. Джерелом такої назви є часто оновлюваний Вашингтонський каталог парних зір (WDS). Раніше Кевін Луман вже опублікував кілька відкриттів подвійних зір, і вони були внесені до WDS з ідентифікатором LUH. Ця система в каталозі WDS фігурує під ідентифікатором 10493-5319 і позначенням відкривача LUH 16.
Запам'ятати Луман 16 набагато легше, ніж WISE J104915.57-531906.1, «адже це безглуздо — називати цей об'єкт іменем із 24 символів (включаючи пробіл)». Було також запропоновано інші «назви — телефонні номери» — WISE J1049-5319 і WISE 1049-5319.

## Фізичні характеристики
Система складається з двох коричневих карликів, що обертаються навколо спільного центра мас на відстані близько 3 а. о. один від одного з періодом близько 25 років. Гарячіший компонент належить до спектрального класу L8, холодніший — до класу T1. Візуальна яскравість — відповідно 23,25m і 24,07m. У холоднішого компонента виявлено квазіперіодичні зміни яскравості (P = 4,87 ± 0,01 години) із максимальною амплітудою ~11 %, які трактуються як зміни погодних умов в атмосфері коричневого карлика. У гарячішого компонента періодичних сигналів не виявлено. У січні 2014 року була опублікована «карта погоди» Лумана 16 B.
Масу компонента A оцінюють у 0,04—0,05 маси Сонця, масу компонента B — прибл. 0,03—0,05 маси Сонця.
З 14 квітня по 22 червня 2013 року подвійну зорю Луман 16 AB спостерігали за допомогою Дуже великого телескопа Європейської південної обсерваторії. Було уточнено паралакс: 495 ± 5 кутових мілісекунд, що відповідає відстані 2,020 ± 0,019 парсека (6,588 ± 0,062 св. року). Висока чутливість застосованих інструментів дала змогу уточнити масу обох коричневих карликів, яка становить 30—50 мас Юпітера. Період їх обертання навколо спільного центру мас — 20 років. Завдяки наявності відхилень від розрахункової траєкторії вдалося виявити існування в одного з компонентів системи супутника дозоряної маси. Оцінка періоду обертання гіпотетичного «супер'юпітера» навколо коричневого карлика лежить між двома місяцями й одним роком. Його маса поки не визначена. Вона може бути в діапазоні від 10 мас Юпітера до маси коричневого карлика.
Луман 16 є найближчою до Альфи Центавра зоряною системою. До його відкриття найближчою до Альфи Центавра вважали Сонячну систему. Відстань від Лумана 16 до Альфи Центавра становить 3,68 світлового року, до зорі Барнарда — 5,98 св. року, до зорі Вольф 359 — 7,78 св. року.

## Положення на небі та рух

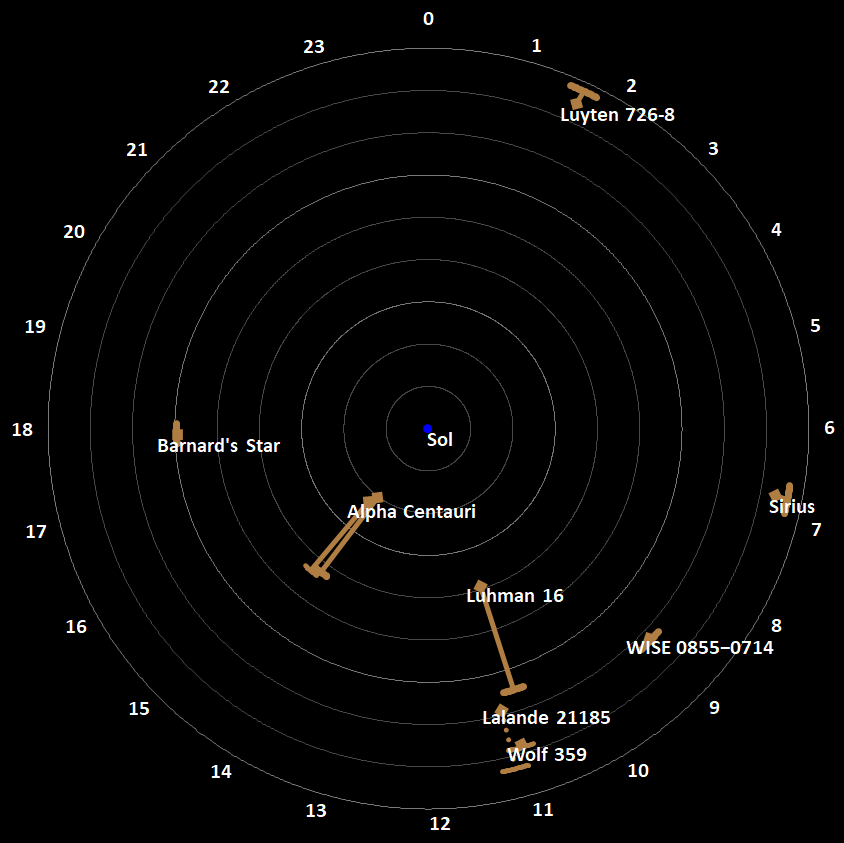
Положення системи Луман 16 на радіолокаційній карті серед усіх зоряних об'єктів або систем у межах 9 св. р. від центру карти, Сонця (Sol). Ромбоподібні фігури — це їхні положення, вписані відповідно до прямого піднесення за годинним кутом (вказаним на краю опорного диска карти) і відповідно до їхнього схилення. Друга позначка показує відстань кожної з них від Сонця, концентричними колами з кроком в один світловий рік.

### Положення на небі
Система Луман 16 розташована у південній небесній півкулі в сузір'ї Вітрил. Станом на липень 2015 року її компоненти є найближчими відомими небесними об'єктами в цьому сузір'ї за межами Сонячної системи. Її координати на небі:
- Пряме піднесення: RA = 10 год 49 м 18,723 с.
- Схилення: Dec = −53° 19′ 09,86″[26].

### Відстань до Сонячної системи
Тригонометричний паралакс системи Луман 16, опублікований у 2015 році, становить 0,50051 ± 0,00011 кутової секунди, що відповідає відстані 6,5166 ± 0,0013 світлового року (1,998 ± 0,0004 парсека).
Наразі система Луман 16 є третьою за відстанню від Сонця відомою зоряною системою після потрійної системи Альфа Центавра (4,37 св. р.) і зорі Барнарда (5,98 св. р.). Відкриття системи Луман 16 і коричневого карлика WISE 0855-0714 (7,27 св. р.) відсунуло зорю Вольф 359 (7,78 св. р.) на 5-те місце.
Луман 16 належить також кілька «рекордів»: найближчий коричневий карлик, найближчий карлик L-типу і, можливо, найближчий карлик Т-типу (якщо компонент B належить до Т-типу).

### Відстань до системи Альфи Центавра
Луман 16 — найближча до Альфи Центавра зоряна система: вона розташована на відстані 3,577 св. р. (1,097 пк) від Альфи Центавра AB і на відстані 3,52 св. р. (1,079 пк) від Проксими Центавра. Обидві ці системи розташовані в сусідніх сузір'ях, у тій самій частині неба, але Луман 16 розташована трохи далі. До відкриття Лумана 16 найближчою відомою системою до Альфи Центавра була Сонячна система.
Хоча система Луман 16 розташована далі від Сонячної, ніж система Альфа Центавра, вона, як Сонячна система, розташована ближче до Проксими Центавра, ніж до Альфа Центавра AB. Це пояснюється тим, що на земному небі Луман 16 розташована на меншій кутовій відстані від Проксими Центавра, ніж від Альфи Центавра AB.

### Власний рух
Власний рух системи Луман 16, за даними 2017 року, становить близько 2,79″/рік. Це досить багато і пояснюється близькістю системи Луман 16 до Землі.

### Радіальна швидкість
Радіальна швидкість компонента A становить 23,1 ± 1,1 км/с, а радіальна швидкість компонента B — 19,5 ± 1,2 км/с. Значення радіальної швидкості є додатними — це означає, що зараз Луман 16 віддаляється від Сонячної системи.
Ці значення, а також співвідношення мас компонентів Лумана 16, яке, за даними Sahlmann & Lazorenko (2015), дорівнює 0,78, свідчать, що радіальна швидкість барицентра системи Луман 16 становить близько 21,5 км/с. Це означає, що приблизно 36 000 років тому система Луман 16 пройшла повз Сонячну систему на мінімальній відстані — близько 5,05 астрономічного року (1,55 пк).

## Орбіта та маси
В оригінальній статті про відкриття системи Луман 16 Кевін Луман з іншими авторами (2013) оцінили орбітальний період його компонентів приблизно в 25 років.
Гарсія з авторами (2017), використовуючи архівні спостереження за 31 рік, визначили період обертання у 27,4 року з великою піввіссю 3,54 а. о. Ця орбіта має ексцентриситет 0,35 і нахил 79,5°. Маси компонентів складають 34,2 +1,3−1,2 і 27,9+1,1−1,0 маси Юпітера, а відношення їхніх мас становить близько 0,82.
За даними космічного телескопа Gaia, отриманими у 2018 році, орбітальний період було уточнено до 27,5 ± 0,4 року, велика піввісь — до 3,56 ± 0,025 а. о., ексцентриситет — до 0,343 ± 0,005, а нахил — 100,26° ± 0,05° (повернена в протилежний бік, як показало дослідження 2017 року). Їхні маси були додатково уточнені: 33,51 +0,31−0,29 і 28,55+0,26−0,25 маси Юпітера.
Ці результати узгоджуються з усіма попередніми оцінками орбіти та мас компонентів.
Якщо порівняти періоди обертання коричневих карликів із прогнозованими швидкостями обертання, виявляється, що ми бачимо обидва коричневі карлики приблизно з екватора, і вони добре вирівняні по своїх орбітах.

## Вік
У статті 2013 року, опублікованій невдовзі після відкриття системи Луман 16, було зроблено висновок, що коричневий карлик з імовірністю 96 % належить до тонкого диска Чумацького Шляху, а отже не належить до молодої рухомої групи. Лінії поглинання літію свідчать, що система має максимальний вік близько 3—4,5 млрд років. Спостереження за допомогою Дуже великого телескопа (VLT) показали, що вік системи перевищує 120 млн років.
Утім, у 2022 році було встановлено, що Луман 16 є членом нещодавно відкритої рухомої групи Океануса (Oceanus Moving Group), вік якої становить 510 ± 95 млн років.

## Пошук планет
У грудні 2013 року повідомлялося про збурення орбітального руху в системі, що вказувало на наявність у ній третього тіла. Період обертання цього можливого супутника становив кілька місяців, що вказує на те, що він обертається навколо одного з коричневих карликів. Будь-який супутник мав би бути легшим за нижню межу маси коричневого карлика, оскільки в протилежному випадку його можна було б виявити прямим спостереженням. Дослідники оцінили ймовірність хибнопозитивного результату в 0,002 %, припускаючи, що вимірювання були зроблені з певними похибками. Якби він підтвердився, це була б перша екзопланета, відкрита астрометричним методом. За оцінками, планета, ймовірно, має масу від кількох до 30 мас Юпітера. Зазначається, що масивніша планета була б яскравішою, а отже, впливала б на «фотоцентр» — тобто виміряне положення зорі. Це ускладнило б вимірювання астрометричного руху екзопланети навколо неї.
Подальший астрометричне відстеження системи Луман 16 за допомогою Дуже великого телескопа виключив наявність будь-якого третього об'єкта, який мав би масу понад 2 маси Юпітера і обертався навколо будь-якого з коричневих карликів із періодом від 20 до 300 днів. Система Луман 16 не містить жодних близьких планет-гігантів.
Спостереження за допомогою космічного телескопа «Габбл» у 2014—2016 роках підтвердили відсутність будь-яких інших коричневих карликів у системі. Вони також виключили будь-які об'єкти з масою Нептуна (17 мас Землі) з періодом обертання від одного до двох років. З огляду на це існування раніше знайденого кандидата в екзопланети стає вкрай малоймовірним.

## Атмосфера
Дослідження Гіллона (Gillon) та його співавторів, здійснене в 2013 році, показало, що під час обертання зорі Луман 16B спостерігається нерівномірне освітлення поверхні. 5 травня 2013 року Кросфілд (Crossfield) зі співавторами безпосередньо спостерігали за системою Луман 16 за допомогою Дуже великого телескопа (VLT) Європейської південної обсерваторії. Спостереження здійснювалося протягом п'яти годин, що еквівалентно повному оберту Лумана 16B. Це дослідження підтвердило спостереження команди Гіллона, виявивши велику темну область у середніх широтах, яскраву область біля її верхнього полюса і строкате освітлення в інших місцях. Команда Кросфілда припустила, що такі особливості освітлення вказують на наявність «глобальних плямистих хмар»: темніші ділянки — це густі хмари, а яскравіші — діри в хмарному шарі, які пропускають світло з глибини. Характер освітлення компонента Луман 16B змінюється швидко, щодня. Зоря Луман 16B — один із найбільш фотометрично мінливих коричневих карликів, амплітуда змін якого іноді перевищує 20 %. Відомо, що мінливішою є лише зоря 2MASS J21392676+0220226.
Хайнце (Heinze) зі співавторами (2021) спостерігали мінливість спектральних ліній лужних металів, як-от калій і натрій; вони припустили, що варіації спричинено змінами в хмарному покриві, через що змінюється локальна хімічна рівновага хлоридів. Блискавки або полярні сяйва вважалися можливими, але менш імовірними.
Крива блиску зорі Луман 16B свідчить, що вона обертається не як монолітне тіло: є дані про те, що екваторіальні регіони та регіони середніх широт обертаються з різнимми швидкостями. Основний період, який відповідає періоду обертання екваторіальної області, становить 5,28 години. Період обертання другого компонента системи, зорі Луман 16A, ймовірно, становить 6,94 години.
- Карта поверхні зорі Луман 16B, відтворена за даними спостережень Дуже великого телескопа
- Художнє зображення зорі Луман 16B на основі даних Дуже великого телескопа

## Активність у радіо- та рентгенівському діапазонах
У дослідженні Остена (Osten) та його співавторів (2015) компонент Луман 16 спостерігали за допомогою Австралійського компактного масива телескопів у радіохвилях і Космічної рентгенівської обсерваторія «Чандра» — у рентгенівських променях. Жодної радіо- чи рентгенівської активності в системі Луман 16 AB виявлено не було. На радіо- та рентгенівську активність системи було встановлено обмеження, які є «найжорсткішими обмеженнями, отриманими до цього часу для радіо- та рентгенівського випромінювання будь-якого надхолодного карлика».